# Mateusz Wieteska
Mateusz Wieteska (sinh ngày 11 tháng 2 năm 1997) là một cầu thủ bóng đá chuyên nghiệp người Ba Lan hiện thi đấu ở vị trí trung vệ cho câu lạc bộ Ligue 1 Clermont và đội tuyển quốc gia Ba Lan.